# The Twenty-Four Dollar Island

The Twenty-Four Dollar Island est un court-métrage documentaire américain réalisé par Robert Flaherty en 1927.

## Synopsis
L'histoire de la ville de New York de ses débuts au XVIIe siècle jusqu'au XXe siècle.

## Fiche technique
- Titre : The Twenty-Four Dollar Island
- Réalisation : Robert Flaherty
- Pays d'origine :  États-Unis
- Format : noir et blanc - 1.33
- Genre : documentaire
- Durée : 12 minutes
- Date de sortie : 4 décembre 1927